# Oceans (Johan)
Oceans is een nummer van de Nederlandse band Johan uit 2006. Het is de eerste single van hun derde studioalbum THX JHN, waarmee het gelijktijdig werd uitgebracht.
Hoewel het nummer pas eind mei 2006 werd uitgebracht, was al begin mei via internet en onder andere Kink FM (als Theme from Kink) te horen. Het nummer bereikte de Nederlandse Top 40 niet, maar wist wel de 13e positie te behalen in de Mega Top 50 van 3FM en de 67e positie in de Single Top 100.
De bijbehorende videoclip werd opgenomen in een bekende uitgaansgelegenheid/concertzaal in Utrecht, met het uitgaanspubliek als figuranten. De clip vertelt het verhaal van Argentijns meisje dat de oceaan oversteekt om naar een concert van Johan te gaan. Het meisje filmt zelf haar hele reis en het concert.